# Lotus 25
Lotus 25 — гоночный автомобиль, созданный Колином Чепменом для участия Lotus в сезоне Формулы-1 1962 года. Конструкция стала прорывной: впервые в Формуле-1 использовался алюминиевый монокок, благодаря чему машина стала легче и компактнее автомобилей конкурентов. Машина помогла Джиму Кларку одержать 14 побед в зачётных гонках Формулы-1 и стать чемпионом в личном зачёте 1963 года. Последнюю победу за рулём Lotus 25 Кларк добыл на Гран-при Франции 1965 года, но частные команды выступали на 25-ом ещё 2 сезона.
Был первым автомобилем Формулы-1, в котором использовалось топливо Esso.

## История

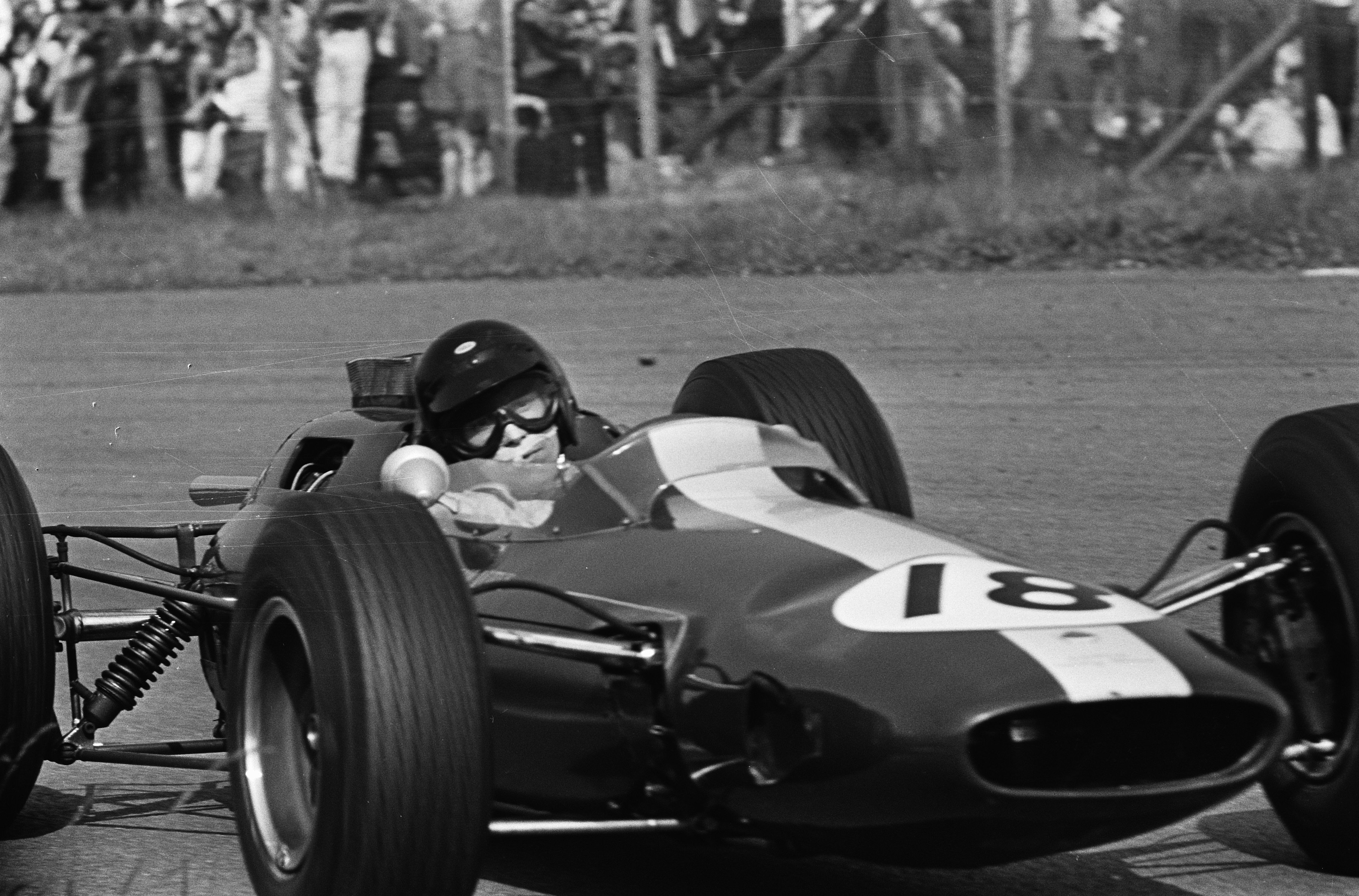
Джим Кларк на Гран-при Нидерландов 1964 года.

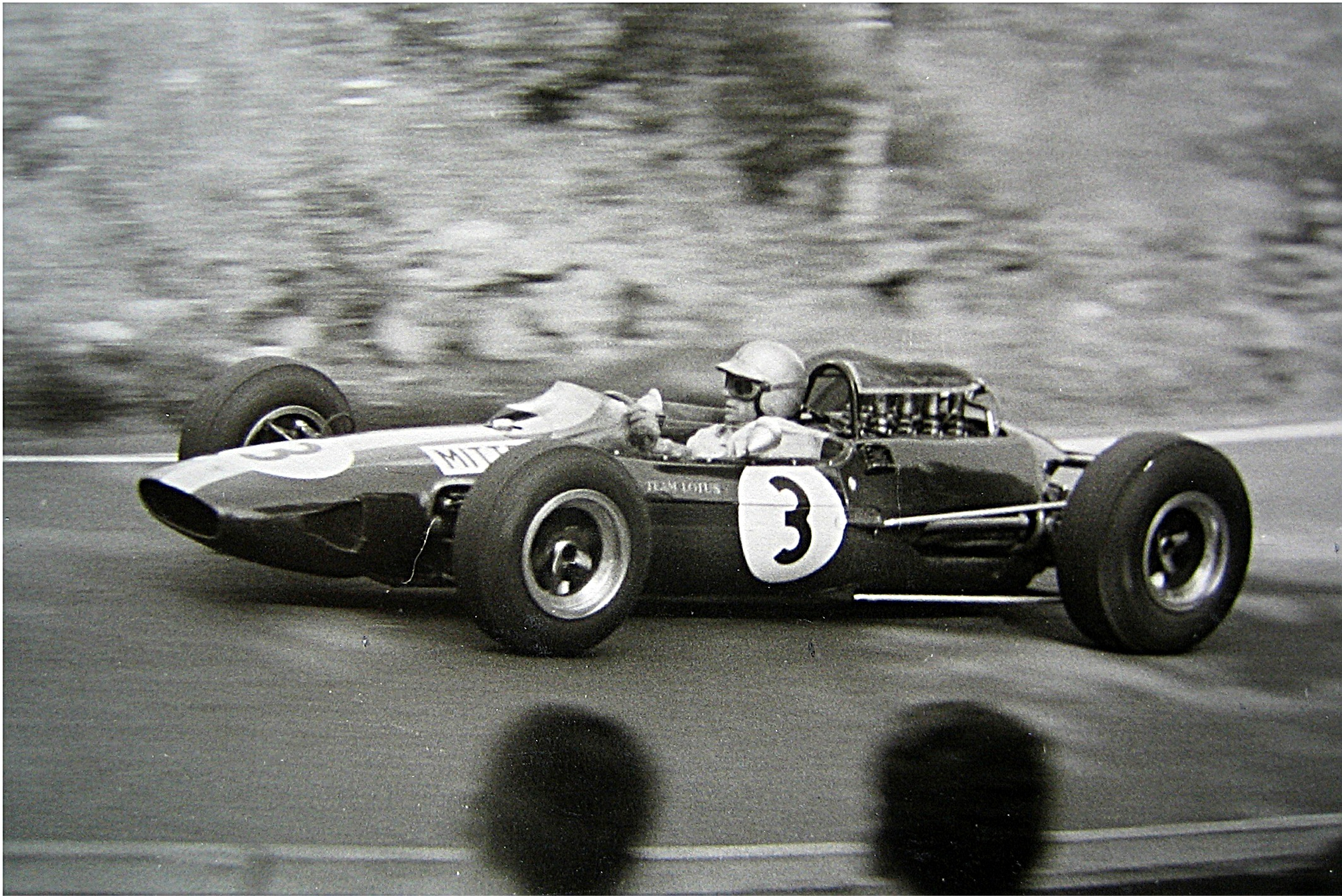
Герхард Миттер на Гран-при Германии 1965 года.

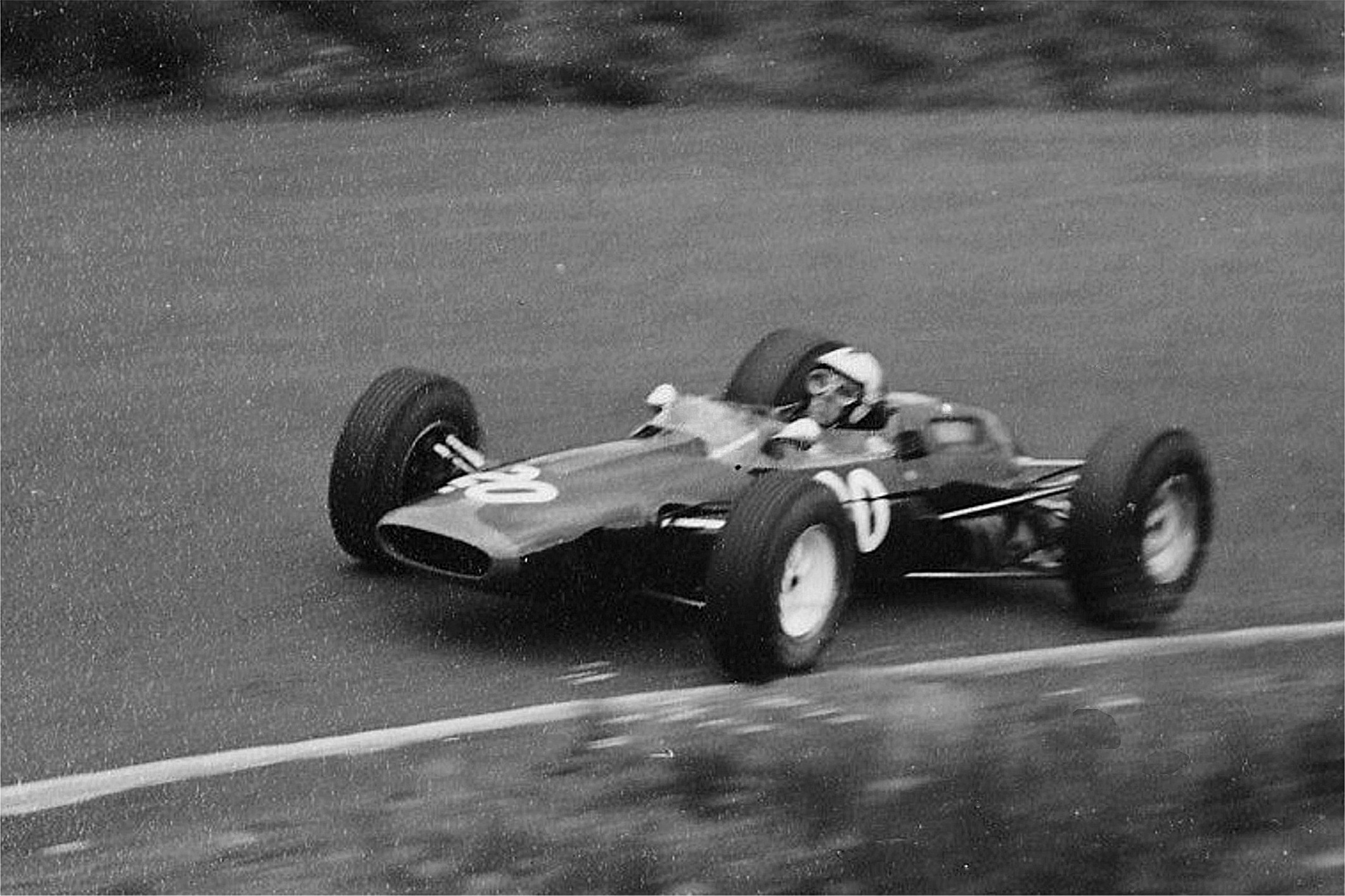
Ричард Эттвуд из Reg Parnell Racing в частном Lotus 25 Гран-при Германии 1965 года.

Lotus 25 был ранним детищем плодовитого ума Чепмена. Первые наброски машины были сделаны им на салфетке во время обсуждения своих идей на ужине со специалистом по аэродинамике Фрэнком Костином (дизайнером кузовов Вануолла, Lotus Mk.8, 9, 10, 11 и Lotus 16, а позднее  прославившимся с Marcos). Презентация модели 25 в Зандворте в 1962 году шокировала конкурентов, и в первую очередь такие команды как Брэбем и UDT/Laystall, которые незадолго до того приобрели Lotus 24 с пониманием того, что те будут «механически идентичны» заводским машинам — Чепмен оставил за собой право изменять кузова автомобилей.
Монокок сделал машину жёстче и прочнее типичных машин Формулы-1 своего периода. Модель 25 была в три раза жестче переходной модели 24, в то время как шасси весило вдвое меньше. Автомобиль также был чрезвычайно низким и узким, с площадью лобового сечения 8 кв. футов (0,74 кв. метра) против обычных 9,5 кв. футов (0,88 кв. метра). Также рассматривалась идея установки подрулевого рычага КПП для уменьшения ширины кокпита, но она осталась экспериментальной и была отвергнута. Для достижения низкого профиля и малой площади лобового сечения пилот был резко откинут назад за рулем (идея была опробована на Lotus 18, и впервые реализованная за десятилетие до этого Густавом Бауммом из NSU), что привело к появлению прозвища «Ванна» (англ. The Bathtub), в то время как передние пружины/амортизаторы были перенесены внутрь (как на Maserati 1948 года). Модель 25 оснащалась восьмицилиндровыми двигателями Coventry Climax FWMV в версиях от Mk.II (1496 см³) до Mk.5 (1499 см³) в вариантах с крестообразным и плоским коленвалом. Позднее, в 1964 году Reg Parnell Racing стали устанавливать на свои подержанные Lotus 25 двигатели BRM P56 схожих характеристик.
Некоторые частные команды, покупавшие шасси Лотус, были недовольны тем, что Чепмен отказывался продавать им Lotus 25. Этим командам, включая Rob Walker Racing, предоставлялись Lotus 24, тогда как заводская команда имела эксклюзивное право на использование модели 25 для Джима Кларка и Тревора Тейлора. При первом появлении машины на Гран-при Нидерландов, футуристичное шасси осмотрел Джон Купер, который спросил Чепмена, куда же тот спрятал стальные трубы рамы.
Всего было построено 7 шасси, имевших номера от R1 до R7. Четыре машины — R1, R2, R3 и R5 — были разбиты (три из них Тревором Тейлором) в авариях в период с 1962 по 1966 год. Наиболее  успешным было R4, за рулём которого Кларк одержал все семь своих побед в гонках Чемпионата мира 1963 года. Позже эту машину разбил Ричард Эттвуд, а затем она была восстановлена в Lotus 33 с использованием  запасного монокока соответствующего типа и стала неофициально известна как R13.

## Выступления в гонках
Машина принесла Кларку его первую победу на Гран-при Чемпионата мира на кольце в Спа в 1962 году. Ему удалось повторить свой успех в Великобритании и США, что вывело Кларка в число претендентов на титул, но отказ двигателя его Лотуса во время лидирования в финальной гонке сезона в ЮАР дал стать чемпионом Грэму Хиллу из BRM.
В следующем году Кларк взял реванш над соперниками, завоевав свой первый титул чемпиона мира за рулём Lotus 25, выиграв 7 гонок: в Бельгии, Франции, Нидерландах, Великобритании, Италии, ЮАР и Мексике. Лотус также выиграла первый в своей истории зачёт кубка конструкторов. После Гран-при США модель 25 была отправлена на Индианаполис Мотор Спидвей для тестов, на которых также были проведены испытания электронного зажигания Lucas для Ford. Результаты были достаточно обнадеживающими, чтобы Колин Чепмен предпринял свою успешную попытку участия в Инди-500.
В сезоне 1964 года команда Лотус вновь использовала модель 25, которая принесла ещё три победы в руках Кларка. На заключительной гонке сезона в Мехико, как и в 1962 году, двигатель Climax дал течь масла, и буквально за круг до финиша Кларк остановился без победы в чемпионате, в этот раз уступив Джону Сёртису из Феррари. Несмотря на появление Lotus 33 в 1964 году, модель 25 использовалась заводской командой и в сезоне 1965 года. На Гран-при Франции из-за особенностей трассы в Клермон-Ферране шотландец предпочёл Lotus 25 более новой модели. Эта гонка, в которой Кларк завоевал седьмой для себя Большой шлем (старт с поул-позиции, лидирование на финише каждого круга, быстрый круг и победа в гонке) стала последней победой модели 25.
В 1964 году команда Reg Parnell Racing начала выступать на Lotus 25, используя восьмицилиндровый двигатель BRM P56, достигнув ограниченных успехов. Последнее выступление в гонке Формулы-1 за рулём 25 модели было у Криса Ирвина на гибридной модели 25/33 Reg Parnell Racing на Гран-при Нидерландов 1967 года, там же, где революционная машина и была представлена за пять лет до этого.

### Формула-1
| Легенда к таблице |                                                                    |
| --- | ------------------------------------------------------------------ |
| В таблице перечислены результаты всех Гран-при Формулы-1, в которых использовался автомобиль. Строками таблицы являются сезоны, столбцами — этапы чемпионата мира. В каждой клетке указаны сокращённое название этапа и результат, дополнительно обозначенный цветом. Расшифровка обозначений и цветов представлена в нижеследующей таблице. |                                                                    |
| \| Пример \| Описание \| \| ------------ \| ------------------------------------------------------------------ \| \| 1 \| Победитель \| \| 2 \| Второе место \| \| 3 \| Третье место \| \| 5 \| Финишировал, заработав очки \| \| Сход \| Не финишировал, но при этом заработал очки \| \| 12 \| Финишировал, не получив очков \| \| НКЛ \| Финишировал, но не попал в финальную классификацию \| \| 15 \| Участвовал вне зачёта, либо по отдельной классификации \| \| 18 \| Не финишировал, но попал в финальную классификацию \| \| Сход \| Не финишировал \| \| НКВ \| Не прошёл квалификацию \| \| НПКВ \| Не прошёл предквалификацию \| \| ДСК \| Дисквалифицирован \| \| ИСК \| Исключён из протокола соревнований \| \| ТТ \| Заявлен для участия только в тренировках \| \| НС \| Участвовал в квалификации, но не стартовал в гонке \| \| Т \| Травмирован или болен \| \| ОТК \| Отказ от участия \| \| НТР \| Прибыл на соревнования, но на трассу не выезжал \| \| НПР \| Был заявлен в числе участников, но не прибыл к началу соревнований \| \| О \| Соревнования отменены \| \| \| Не участвовал \| \| Поул-позиция \| \| \| Быстрый круг \| \| |                                                                    |
| Пример | Описание                                                           |
| 1 | Победитель                                                         |
| 2 | Второе место                                                       |
| 3 | Третье место                                                       |
| 5 | Финишировал, заработав очки                                        |
| Сход | Не финишировал, но при этом заработал очки                         |
| 12 | Финишировал, не получив очков                                      |
| НКЛ | Финишировал, но не попал в финальную классификацию                 |
| 15 | Участвовал вне зачёта, либо по отдельной классификации             |
| 18 | Не финишировал, но попал в финальную классификацию                 |
| Сход | Не финишировал                                                     |
| НКВ | Не прошёл квалификацию                                             |
| НПКВ | Не прошёл предквалификацию                                         |
| ДСК | Дисквалифицирован                                                  |
| ИСК | Исключён из протокола соревнований                                 |
| ТТ | Заявлен для участия только в тренировках                           |
| НС | Участвовал в квалификации, но не стартовал в гонке                 |
| Т | Травмирован или болен                                              |
| ОТК | Отказ от участия                                                   |
| НТР | Прибыл на соревнования, но на трассу не выезжал                    |
| НПР | Был заявлен в числе участников, но не прибыл к началу соревнований |
| О | Соревнования отменены                                              |
| | Не участвовал                                                      |
| Поул-позиция |                                                                    |
| Быстрый круг |                                                                    |

| Сезон | Команда                     | Двигатель          | Ш | Гонщики        | 1    | 2    | 3    | 4    | 5    | 6    | 7    | 8    | 9    | 10   | 11  | Место | Очки    |
| ----- | --------------------------- | ------------------ | - | -------------- | ---- | ---- | ---- | ---- | ---- | ---- | ---- | ---- | ---- | ---- | --- | ----- | ------- |
| 1962  | Team Lotus                  | Climax FWMV 1.5 V8 | D |                | НИД  | МОН  | БЕЛ  | ФРА  | ВЕЛ  | ГЕР  | ИТА  | США  | ЮАР  |      |     | 2     | 36 (38) |
| 1962  | Team Lotus                  | Climax FWMV 1.5 V8 | D | Джим Кларк     | 9    | Сход | 1    | Сход | 1    | 4    | Сход | 1    | Сход |      |     | 2     | 36 (38) |
| 1962  | Team Lotus                  | Climax FWMV 1.5 V8 | D | Тревор Тэйлор  |      |      |      | 8    |      |      | Сход | 12   | Сход |      |     | 2     | 36 (38) |
| 1963  | Team Lotus                  | Climax FWMV 1.5 V8 | D |                | МОН  | БЕЛ  | НИД  | ФРА  | ВЕЛ  | ГЕР  | ИТА  | США  | МЕК  | ЮАР  |     | 1     | 54 (74) |
| 1963  | Team Lotus                  | Climax FWMV 1.5 V8 | D | Джим Кларк     | 8    | 1    | 1    | 1    | 1    | 2    | 1    | 3    | 1    | 1    |     | 1     | 54 (74) |
| 1963  | Team Lotus                  | Climax FWMV 1.5 V8 | D | Тревор Тэйлор  | 6    | Сход | 10   | 13   | Сход | 8    |      | Сход | Сход | 8    |     | 1     | 54 (74) |
| 1963  | Team Lotus                  | Climax FWMV 1.5 V8 | D | Питер Эранделл |      |      |      | НС   |      |      |      |      |      |      |     | 1     | 54 (74) |
| 1963  | Team Lotus                  | Climax FWMV 1.5 V8 | D | Майк Спенс     |      |      |      |      |      |      | 13   |      |      |      |     | 1     | 54 (74) |
| 1963  | Team Lotus                  | Climax FWMV 1.5 V8 | D | Педро Родригес |      |      |      |      |      |      |      | Сход | Сход |      |     | 1     | 54 (74) |
| 1963  | Brabham Racing Organisation | Climax FWMV 1.5 V8 | D | Джек Брэбем    | 9    |      |      |      |      |      |      |      |      |      |     | 1     | 54 (74) |
| 1964  | Team Lotus                  | Climax FWMV 1.5 V8 | D |                | МОН  | НИД  | БЕЛ  | ФРА  | ВЕЛ  | ГЕР  | АВС  | ИТА  | США  | МЕК  |     | 3     | 37 (40) |
| 1964  | Team Lotus                  | Climax FWMV 1.5 V8 | D | Джим Кларк     | 4    | 1    | 1    | Сход | 1    |      |      | Сход | Сход |      |     | 3     | 37 (40) |
| 1964  | Team Lotus                  | Climax FWMV 1.5 V8 | D | Питер Эранделл | 3    | 3    | 9    | 4    |      |      |      |      |      |      |     | 3     | 37 (40) |
| 1964  | Team Lotus                  | Climax FWMV 1.5 V8 | D | Майк Спенс     |      |      |      |      | 9    |      |      |      |      | 4    |     | 3     | 37 (40) |
| 1964  | Team Lotus                  | Climax FWMV 1.5 V8 | D | Герхард Миттер |      |      |      |      |      | 9    |      |      |      |      |     | 3     | 37 (40) |
| 1964  | Reg Parnell Racing          | Climax FWMV 1.5 V8 | D | Крис Эймон     |      |      |      |      |      |      | Сход |      |      |      |     | 3     | 37 (40) |
| 1964  | Reg Parnell Racing          | BRM P56 1.5 V8     | D | Крис Эймон     | НКВ  | 5    | Сход | 10   | Сход | 11   |      |      | Сход | Сход |     | 8     | 3       |
| 1964  | Reg Parnell Racing          | BRM P56 1.5 V8     | D | Майк Хэйлвуд   | 6    | 12   |      | 8    | Сход | Сход | 8    | Сход | 8    | Сход |     | 8     | 3       |
| 1964  | Reg Parnell Racing          | BRM P56 1.5 V8     | D | Питер Ревсон   |      |      |      | НС   |      |      |      |      |      |      |     | 8     | 3       |
| 1965  | Team Lotus                  | Climax FWMV 1.5 V8 | D |                | ЮАР  | МОН  | БЕЛ  | ФРА  | ВЕЛ  | НИД  | ГЕР  | ИТА  | США  | МЕК  |     | 1     | 54 (58) |
| 1965  | Team Lotus                  | Climax FWMV 1.5 V8 | D | Джим Кларк     |      |      |      | 1    |      |      |      |      |      |      |     | 1     | 54 (58) |
| 1965  | Team Lotus                  | Climax FWMV 1.5 V8 | D | Майк Спенс     |      |      |      |      |      | 8    |      |      |      |      |     | 1     | 54 (58) |
| 1965  | Team Lotus                  | Climax FWMV 1.5 V8 | D | Герхард Миттер |      |      |      |      |      |      | Сход |      |      |      |     | 1     | 54 (58) |
| 1965  | Team Lotus                  | Climax FWMV 1.5 V8 | D | Джакомо Руссо  |      |      |      |      |      |      |      | Сход |      |      |     | 1     | 54 (58) |
| 1965  | Team Lotus                  | Climax FWMV 1.5 V8 | D | Моисес Солана  |      |      |      |      |      |      |      |      | 12   | Сход |     | 1     | 54 (58) |
| 1965  | Reg Parnell Racing          | BRM P56 1.5 V8     | D | Тони Мэггс     | 11   |      |      |      |      |      |      |      |      |      |     | 8     | 2       |
| 1965  | Reg Parnell Racing          | BRM P56 1.5 V8     | D | Ричард Эттвуд  |      | Сход | 14   |      | 13   | 12   | Сход | 6    | 10   | 6    |     | 8     | 2       |
| 1965  | Reg Parnell Racing          | BRM P56 1.5 V8     | D | Майк Хэйлвуд   |      | Сход |      |      |      |      |      |      |      |      |     | 8     | 2       |
| 1965  | Reg Parnell Racing          | BRM P56 1.5 V8     | D | Иннес Айрленд  |      |      | 13   | Сход | Сход | 10   |      |      |      |      |     | 8     | 2       |
| 1965  | Reg Parnell Racing          | BRM P56 1.5 V8     | D | Крис Эймон     |      |      |      | Сход |      |      | Сход |      |      |      |     | 8     | 2       |
| 1966  | Phil Hill                   | Climax FWMV 1.5 V8 | D |                | МОН  | БЕЛ  | ФРА  | ВЕЛ  | НИД  | ГЕР  | ИТА  | США  | МЕК  |      |     | 6     | 8       |
| 1966  | Phil Hill                   | Climax FWMV 1.5 V8 | D | Фил Хилл       | НС   |      |      |      |      |      |      |      |      |      |     | 6     | 8       |
| 1967  | Reg Parnell Racing          | BRM P60 2.1 V8     | D |                | ЮАР  | МОН  | НИД  | БЕЛ  | ФРА  | ВЕЛ  | ГЕР  | КАН  | ИТА  | США  | МЕК | НКЛ   | 0       |
| 1967  | Reg Parnell Racing          | BRM P60 2.1 V8     | D | Пирс Каридж    | Сход |      |      |      |      |      |      |      |      |      |     | НКЛ   | 0       |
| 1967  | Reg Parnell Racing          | BRM P60 2.1 V8     | D | Крис Ирвин     |      |      | 7    |      |      |      |      |      |      |      |     | НКЛ   | 0       |

1. ↑  Шесть лучших пилотов получали очки по системе 9-6-4-3-2-1 на каждом этапе, но в зачёт кубка конструкторов шёл только лучший результат производителя на этапе. В сезонах 1962 и 1966 учитывались только пять лучших результатов сезона, а в сезонах 1963, 1964 и 1965 — шесть лучших результатов. В 1967 году при подсчёте очков учитывались результаты 5 лучших из 6 первых гонок и 4 лучших из оставшихся 5 гонок.
2. ↑  Планировалось участие Эранделла на запасной машине, но было отменено.
3. ↑  Джэк Брэбем выступил на запасном Лотусе после того как был вынужден сойти из-за отказа двигателя.
4. ↑  Из-за механических проблем Кларк во время гонки поменял болид на Lotus 33 Спенса.
5. ↑  На практике Ревсон использовал машину Хэйлвуда, пока тот отсутствовал из-за участия в квалификации на мотогонке.
6. ↑  Общее число очков, набранных в сезоне всеми машинами Lotus-Climax, включая 45 очков набранных на Lotus 33.
7. ↑  Общее число очков, набранных в сезоне всеми машинами Lotus-Climax, включая 8 очков набранных на Lotus 33.

### Комментарии
1. ↑  "Chapman was not concerned to be original, merely to be thorough."[7]